# Насиров, Кубат Асадулла оглы
Кубат Асадулла оглы Насиров (азерб. Qubad Əsədulla oğlu Nəsirov; 9 мая 1925, Борадигях — 2007, Масаллинский район) — советский азербайджанский табаковод, Герой Социалистического Труда (1949).

## Биография
Родился 1 мая 1925 года в селе Борадигях Ленкоранского уезда Азербайджанской ССР (ныне пгт Борадигях Масаллинского района).
Окончил факультет истории Азербайджанского государственного университета (1956).
Участник Великой Отечественной войны.
С 1944 года — бригадир колхоза имени Тельмана Масаллинского района. В 1948 году получил высокий урожай табака сорта «Самсун» — 21,4 центнера с гектара на площади 3 гектара. С 1960 года — первый секретарь Масаллинского райкома ЛКСМ Азербайджана, заведующий отделом культуры Масаллинского района, директор районного объединения кинотеатров и кинопроекторов, председатель Масаллинского городского Совета депутатов трудящихся, с 1975 года — председатель Борадигяхского поселкового совета, до конца жизни — учитель истории Моллаобинской сельской школы. 
Указом Президиума Верховного Совета СССР от 1 июля 1949 года, за получение высоких урожаев табака при выполнении колхозами обязательных поставок и контрактации по всем видам сельскохозяйственной продукции, натуроплаты за работу МТС в 1948 году и обеспеченности семенами всех культур в размере полной потребности для весеннего сева 1949 года, Насирову Кубату Асадулла оглы присвоено звание Героя Социалистического Труда с вручением ордена Ленина и золотой медали «Серп и Молот».
Распоряжением Президента Азербайджанской Республики от 2 октября 2002 года, за большие заслуги в области науки и образования, культуры и искусства, экономики и государственного управления Азербайджана, Насирову Кубату Асадулла оглы предоставлена персональная стипендия Президента Азербайджанской Республики.
Скончался в 2007 году в поселке Борадигях.